# Woon Khe Wei
Woon Khe Wei (* 18. März 1989 in Selangor) ist eine malaysische Badmintonspielerin. 

## Karriere
Woon Khe Wei gewann 2007 die Junioren-Badmintonasienmeisterschaft im Mixed mit Tan Wee Kiong. Bereits drei Jahre später gewann sie Bronze bei der gleichen Veranstaltung bei den Erwachsenen, diesmal im Damendoppel mit Vivian Hoo Kah Mun. 2010 konnte sie mit der malaysischen Nationalmannschaft beim Uber Cup bis ins Viertelfinale der Frauen-WM vordringen, 2010 gewann das gemischte malaysische Team die Commonwealth Games. 

## Sportliche Erfolge
| Saison | Veranstaltung               | Disziplin       | Platz | Name                              |
| ------ | --------------------------- | --------------- | ----- | --------------------------------- |
| 2007   | Junioren-Asienmeisterschaft | Mixed           | 1     | Tan Wee Kiong / Woon Khe Wei      |
| 2010   | Asienmeisterschaft          | Damendoppel     | 2     | Vivian Hoo Kah Mun / Woon Khe Wei |
| 2010   | Uber Cup                    | Damenteam       | 5     | Malaysia                          |
| 2010   | Commonwealth Games          | Gemischtes Team | 1     | Malaysia                          |